# Апресян Деренік Захарович
Деренік Захарович Апресян (нар. 1899, село Татлу Казахского повіту Єлизаветпольської губернії, тепер село Татли Агстафинського району, Азербайджан — розстріляний 22 лютого 1939, Москва) — радянський діяч органів держбезпеки, народний комісар внутрішніх справ Узбецької РСР. Входив до складу особливої трійки НКВС СРСР. Депутат Верховної Ради СРСР 1-го скликання (1937—1938).

## Біографія
Народився в родині священника. З вересня 1907 по травень 1909 року навчався в церковноприходській школі. У вересні 1910 — грудні 1917 року — учень 3-ї чоловічої гімназії в Тифлісі.
Член вірменської партії «Дашнакцутюн» з березня 1917 по листопад 1918 року.
У січні — березні 1918 року — рядовой 5-ї артилерійської батареї на Турецькому фронті.
З березня по листопад 1918 року працював в господарстві дядька в Татлу. З листопада 1918 по вересень 1919 року — безробітний, жив на засоби батьків у місті Тифлісі.
Член РКП(б) з травня 1919 року.
У вересні 1919 — квітні 1920 року — студент медичного факультету Закавказького університету в Тифлісі.
У травні — серпні 1920 року — військовий комісар 1-го Повстанського полку 26-ї дивізії 11-ї армії РСЧА. Воював у Гянджі та Баку, брав участь у захопленні радянськими військами Вірменії.
У серпні — вересні 1920 року — секретар політичного управління залізничної ділянки в Тифлісі. У вересні — жовтні 1920 року — контролер відділу постачання Московського паливного управління.
У жовтні 1920 — червні 1921 року — студент і член бюро партійного комітету Комуністичного університету імені Свердлова в Москві.
У липні — грудні 1921 року — завідувач Читинської губернської радпартшколи. У грудні 1921 — січні 1922 року — заступник завідувача агітаційно-пропагандистського відділу Забайкальського губернського комітету РКП(б). У січні — липні 1922 року — завідувач агітаційно-пропагандистського відділу Забайкальського губернського комітету РКП(б).
У липні — листопаді 1922 року — відповідальний секретар Приамурського губернського бюро РКП(б). У листопаді 1922 — лютому 1923 року — завідувач організаційного відділу Приамурського губернського бюро РКП(б).
У лютому — квітні 1923 року — завідувач організаційного відділу Вотського обласного комітету РКП(б).
У квітні 1923 — червні 1924 року — відповідальний секретар Вотського обласного комітету РКП(б).
У червні 1924 — квітні 1926 року — інструктор Донського окружного комітету ВКП(б), заступник завідувача організаційного відділу Донського окружного комітету ВКП(б).
У квітні 1926 — квітні 1927 року — голова М'ясниковского районного виконавчого комітету міста Ростова-на-Дону.
У червні 1927 — лютому 1930 року — уповноважений 5-го відділення економічного управління ОДПУ СРСР. У лютому — липні 1930 року — старший уповноважений 2-го відділення економічного управління ОДПУ СРСР. У липні — жовтні 1930 року — помічник начальника 7-го відділення економічного управління ОДПУ СРСР. У жовтні 1930 — квітні 1931 року — помічник начальника 4-го відділення економічного управління ОДПУ СРСР. У квітні — листопаді 1931 року — помічник начальника 3-го відділення економічного управління ОДПУ СРСР. У листопаді 1931 — лютому 1932 року — в.о. начальника відділення економічного управління ОДПУ СРСР. У лютому — жовтні 1932 року — начальник 6-го відділення економічного управління ОДПУ СРСР. У жовтні 1932 — березні 1934 року — начальник 8-го відділення економічного управління ОДПУ СРСР. У березні — липні 1934 року — начальник 4-го відділення і помічник начальника економічного управління ОДПУ СРСР. У липні 1934 — травні 1935 року — начальник 4-го відділення економічного відділу ГУДБ НКВС СРСР. У травні 1935 — вересні 1936 року — начальник 6-го відділення економічного відділу ГУДБ НКВС СРСР. Одночасно у липні 1934 — листопаді 1936 року — помічник начальника економічного відділу ГУДБ НКВС СРСР.
У листопаді — грудні 1936 року — помічник начальника контррозвідувального відділу ГУДБ НКВС СРСР. У грудні 1936 — серпні 1937 року — помічник начальника 3-го відділу ГУДБ НКВС СРСР.
19 серпня 1937 — 21 листопада 1938 року — народний комісар внутрішніх справ Узбецької РСР. Одночасно 19 серпня 1937 — 21 листопада 1938 року — начальник особливого відділу ГУДБ НКВС СРСР по Середньоазіатському військовому округу. Входив до складу особливої трійки, створеної за наказом НКВС СРСР від 30 липня 1937 року, брав активну участь у сталінських репресіях.
Заарештований 21 листопада 1938 року. Засуджений Військовою колегією Верховного суду СРСР 22 лютого 1939 року до страти. Розстріляний того ж дня. Похований на полігоні «Комунарка» в Московській області. Не реабілітований.

## Звання
- капітан державної безпеки (9.12.1935)
- майор державної безпеки (20.12.1936)

## Нагороди
- орден Червоної Зірки (19.12.1937)
- медаль «XX років Робітничо-Селянській Червоній Армії» (22.02.1938)
- знак «Почесний працівник ВЧК—ДПУ (V)»